# Slaget om Wuhan
Slaget om Wuhan, i Kina vanligen känt under namnet försvaret av Wuhan, och för japanerna som belägringen av Wuhan, var ett storskaligt slag under andra kinesisk-japanska kriget. Sammandrabbningarna ägde rum i stora områden i Anhui, Henan, Jiangxi, Zhejiang, och Hubei-provinserna över 4,5 månader. Slaget var det längsta och största slaget i början av andra kinesisk-japanska kriget. Över en miljon trupper från Nationella revolutionära armén från de femte och de nionde krigszonerna leddes av Chiang Kai-shek, medan den kejserliga japanska armén leddes av Shunroku Hata. Kinesiska styrkor stöddes även av sovjetiska volontärgrupper som bestod av piloter från Sovjetunionens luftvapen.
Slaget resulterade i en slutlig erövring av Wuhan av de japanska styrkorna, men innebar stora förluster på bägge sidor (så högt som 540 000 totalt, enligt vissa uppskattningar).